# ФК Арсенал
Фудбалски клуб Арсенал (енгл. Arsenal Football Club) професионални је енглески фудбалски клуб из Лондона, који се такмичи у Премијер лиги. Један је од најуспешнијих клубова у енглеском фудбалу, тринаест пута је био шампион Енглеске, такође четрнаест пута је освојио ФА куп. У сезони 2003/04. Арсенал је постао једини клуб који је успео да заврши сезону без пораза у Премијер лиги, тако да са 49 узастопних утакмица без пораза држи рекорд Премијер лиге. Основан је 1886. године, а 1893. године је постао први клуб са југа Енглеске који се прикључио фудбалској лиги Енглеске.
Од 1913. до 2006. године, Арсенал је играо на стадиону Хајбери, a од 2006. године игра на Емирејтс стадиону. Тридесетих година 20. века клуб је освојио пет титула првака Енглеске и два ФА купа. У сезони 1970/71. освојена је дупла круна, а деведесетих и у првој деценији 21. века освојио је још две дупле круне и 2006. године је стигао до финала УЕФА Лиге шампиона. Рекордери су са 14 освојених трофеја у ФА купу.
Арсенал има дугогодишње ривалство са Тотенхемом са којим играју дерби северног Лондона. Арсенал је трећи највреднији фудбалски клуб на свету према подацима из 2010. године, са процењеном вредношћу од 1,2 милијарде долара.

## Историја
Арсенал је основан под именом Дајл Сквер (Dial Square) 1886. године од стране радника Краљевског Арсенала (Royal Arsenal) у Вулвичу, у југоисточном Лондону, али је брзо променио назив у Краљевски Арсенал. Клуб поново мења име и то у Вулвич Арсенал и стиче статус професионалног клуба 1891. године. Клуб је ушао у фудбалску лигу 1893. где је у почетку наступао у Другој дивизији, а борио се за улазак у прву лигу крајем 1904. године. Ипак, географска изолација, слаба посећеност у односу на друге клубове, довело је до озбиљних финансијских проблема и проглашавање стечаја 1910, када је клуб купио Хенри Норис Норис је имао намеру да пресели клуб, па је 1913. после испадања из прве дивизије клуб преселио на Стадион Хајбери у северни Лондон. Вулвич је избачен из имена наредне године. Арсенал је завршио на петом месту 1919. године, али су добили дозволу да се придруже Првој дивизији (која је продужена за две нове позиције). Чињеница да Арсенал од тада није испадао из највишег ранга говори да клуб има континуитет, а не само повремено добре резултате.
Године 1925, Арсенал је поставио за менаџера Херберта Чепмана. Чепмен је до тада два пута освојио лигу са Хадерсфилд тауном 1923/24. и 1924/25, па је искуство које је имао допринело првим великим успесима за клуб. Његова револуционарна тактика и тренинг политика, заједно са потписивањем звезда као што су Алекс Џејмс и Клиф Бастин, били су основа за доминацију у енглеском фудбалу у тридесетим годинама. Под његовим вођством Арсенал је освојио свој први велики трофеј - ФА Куп у сезони 1929/30 и две шампионске титуле 1930/31 и 1932/33. Чепмен је био одговоран за преименовање локалне метро станице из „Џилеспи Роуд“ у „Арсенал“, што је једина станица названа по фудбалском клубу.
Чепмен је изненада умро од упале плућа, почетком 1934. године, али су Џо Шо и Џорџ Алисон наставили са добрим радом који је он почео. Под њиховим вођством Арсенал је освојио још три титуле, 1933/34, 1934/35 и 1937/38 и један трофеј у ФА купу 1935/36. Такмичење у енглеском професионалном фудбалу је суспендовано почетком четрдесетих због Другог светског рата.
Након рата, под вођством Тома Витакера Арсенал је прошао кроз други период успеха, освојивши лигу у сезони 1947/48. и 1952/53 и ФА куп 1949/50. Међутим, срећа их је напустила, пошто клуб није успео да привуче играче истог калибра као оне тридесетих, па је 50-их и 60-их остао без иједног трофеја.
Арсенал је почео поново да осваја трофеје после изненадног именовања клупског физиотерапеута Берти Миа за менаџера 1966. године. Након што су изгубили два финала Лига купа, освојили су Куп сајамских градова, њихов први европски трофеј у сезони 1969/70. Следећа сезона је била још успешнија, јер су освојили своју прву дуплу круну. Ипак, екипа која је освојила дуплу круну је била растурена и следеће деценије је освојен само један трофеј. Завршили су на другом месту у лиги у сезони 1972/73, изгубили су три финала ФА купа, 1971/72, 1977/78. и 1979/80, и изгубили на пенале у финалу Купа победника купова. Једини успех клуба у том периоду је освајање финала ФА Купа у сезони 1978/79, када су у последњим минутима меча са 3:2 победили Манчестер јунајтед.
Долазак бившег играча Џорџа Грема за тренера 1986. довело је до трећег периода славе. Арсенал је освојио Лига куп у сезони 1986/87, у својој првој сезони, под вођством Грема. Након тога екипа је освојила лигу 1988/89, голом у завршници меча у последњем мечу против директног ривала Ливерпула. Под вођством Грема Арсенал је освојио другу титулу првака у сезони 1990/91 са само једним поразом, Лига и ФА куп 1992/93 и други европски трофеј, Куп победника купова у сезони 1993/94. Гремова репутација је била нарушена након што се сазнало да је прихватио мито од агента Руне Хауге за потписивање одређених играча, па је због тога отпуштен 1995. године. Његова замена је био Брус Риок, али се на месту тренера задржао само једну сезону због сукоба са управом.
Успеси клуба крајем 90-их и почетком новог века дошли су са доласком француског тренера Арсена Венгера 1996. године. Венгер је донео нову тактику, нови режим тренинга и неколико страних играча са великим талентом у енглески клуб. Арсенал је освојио дуплу круну у сезони 1997/98 и триплу круну 2001/02. Клуб је такође стигао до финала Купа УЕФА у сезони 1999/00, али је изгубио на пенале од Галатасараја. ФА куп је освојен у сезонама 2002/03 и 2004/05, а у сезони 2003/04 Премијер лига је освојена без пораза, па је екипа добила надимак „Непобедиви“. Серија је настављена и следеће сезоне до 49 утакмица без пораза што представља и рекорд у енглеском фудбалу.
Арсенал је под вођством Венгера завршио као први или други у лиги у осам од једанаест сезона. Они су једна од пет екипа која је освојила Премијер лигу од његовог оснивања 1992, али није успео да је одбрани ни једном. Донедавно, Арсенал није прошао даље од четвртфинала Лиге шампиона, али је у сезони 2005/06., стигао до финала, поставши први лондонски клуб коме је то успело у историји овог такмичења, али је изгубио 2:1 од Барселоне. У јулу 2006, клуб се преселио на нови Емирејтс стадион, после 93 година играња на Хајберију.
Арсенал је играо финале Лига купа 2007. и 2011. године, али је поражен од Челсија и Бирмингем ситија. Након 9. година клуб је поново освојио трофеј, победом у финалу ФА купа над Хал ситијем са 3:2 након продужетака, и ако су губили са 2:0. Након три месеца освојен је нови трофеј. На отварању сезоне 2014/15 у ФА Комјунити шилду играчи Арсенала су убедљиво победили Манчестер сити са 3:0. Девет месеци након освајања Комјунити шилда, Арсенал је другу годину за редом освојио ФА Куп победом у финалу над Астон Вилом од 4:0 и тако постао најуспешнији клуб у историји са 12 освојених пехара у купу. На отварању нове сезоне Арсенал је победио Челси голом Окслејд-Чејмберлена у 24. минуту и одбранио титулу у Комјунити шилду.
У сезони 2016/17 победом против Челсија од 2:1 у финалу ФА купа Арсенал је освојио 13. пут ово такмичење и поново постао рекордер, пошто је у међувремену Манчестер дошао до дванаестог трофеја. На почетку следеће сезоне освојили су још један Комјунити шилд победом против Челсија након бољег извођења једанаестераца.
Арсен Венгер је 20. априла 2018. године објавио да ће на крају сезоне напустити позицију менаџера клуба. Пред почетак последње утакмице на Стадиону Емирејтс, коју је Арсенал играо против Бернлија и победио резултатом 5:0, Венгер је одржао опроштајни говор навијачима, а којем је присуствовао и велики број бивших играча Арсенала који су наступали док је он био тренер.
Тако је након 22 године Арсенал променио менаџера, а на то место дошао је Унаи Емери 23. маја 2018. године. Под вођством Емерија, Арсенал је завршио 5. у Премијер лиги и играо финале Лиге Европе где је изгубио од градског ривала Челсија 4:1. Арсенал је отпустио Емерија 29. новембра 2019. због серије лоших резултата. Након што је Фредрик Јунгберг неколико утакмица водио тим као привремени тренер, 20. децембра је Микел Артета званично постао тренер Арсенала, потписавши уговор на 3,5 године.
Арсенал је децембра 2019. године,поставио бившег капитена клуба Микела Артету за новог главног тренера. Арсенал је сезону 2019/20 завршио на осмом месту, што је њихов најлошији пласман од сезоне 1994/95. Ипак, у овој сезони победили су Челси резултатом 2:1 и освојили 14. ФА куп, чиме су повећали рекорд. Након сезоне, Артетина титула је промењена са главног тренера на менаџера. Арсенал је сезону 2020/21 завршио поново на осмом месту, не квалификујући се за европско такмичење први пут након 26 година. У следећој сезони (2021–22), Артета је окупио најмлађи тим у Премијер лиги са просечном старошћу од 24 године и 308 дана. У овој сезони су завршили на петом месту у Премијер лиги и квалификовали се за Лигу Европе следеће сезоне.
У сезони 2022/23, Арсенал се освајањем другог места вратио у Лигу шампиона. Те сезоне су поставили рекорд са највише времена проведеног на првом месту, а да нису освојили лигу, завршивши са 84 бода. У сезони 2023/24, Арсенал је победио Манчестер Сити и освојио 17. Комјунити шилд. У Премијер лиги су завршили на другом месту иза Манчестер Ситија са побољшаних 89 бодова у поређењу са претходном сезоном.

## Арсенал у европским такмичењима
У историји европских такмичења дугој више од осам деценија ФК Арсенал је са успехом наступао од 1963. у Купу сајамских градова, па затим у Купа победника купова, УЕФА купу и Лиги шампиона.
Ажурирано 6. маја 2021.
| Такмичење                    | Од. | П   | Н  | И  | ГД  | ГП  | ГР   | %      |
| ---------------------------- | --- | --- | -- | -- | --- | --- | ---- | ------ |
| Лига шампиона / Европски куп | 201 | 101 | 43 | 57 | 332 | 217 | +115 | 050,25 |
| Куп победника купова         | 27  | 15  | 10 | 2  | 48  | 20  | +28  | 055,56 |
| УЕФА куп / УЕФА лига Европе  | 76  | 44  | 13 | 19 | 152 | 77  | +75  | 057,89 |
| Куп сајамских градова        | 24  | 12  | 5  | 7  | 46  | 19  | +27  | 050,00 |
| УЕФА суперкуп                | 2   | 0   | 1  | 1  | 0   | 2   | −2   | 000,00 |
| Укупно                       | 330 | 172 | 72 | 86 | 578 | 335 | +243 | 052,12 |

Прве утакмице у европским такмичењима Арсенал је одиграо 1963. у Купу сајамских градова, утакмицом против селекције Копенхагена и победио 7:1.
Арсеналова европска прича у такмичењима под окриљем УЕФА почела је утакмицом са Лациом из Италије у Еврокупом I 1971/72 данашњој УЕФА лиги шампиона.

## Грб
Први грб Арсенала из 1888. године имао је три топа која су била окренута ка северу, гледана одозго, слично као што је био грб Градске општине Вулвич. Грб је замењен када се Арсенал преселио на Хајбери 1913. године. Године 1922, Арсенал је усвојио први пут грб који је имао само један топ који је усмерен ка истоку. Тада клуб добија надимак тобџије (енгл. The Gunners), а тај натпис је написан испод грба. Грб ће важити само две године, јер већ 1925. усваја се нов на коме је топ усмерен према западу и имао је танку цев.
Арсенал 1949. усваја нов модернизован грб на коме се налазио један топ, грб градске општине Ајлинготн, име Арсенала исписано готиком, а изнад грба се налазио латински мото Victoria Concordia Crescit (победа долази из хармоније) коју је написао Хери Хомер, уредник клупског програма. По први пут грб је израђен у боји и коначно постаје црвен са златном и зеленом бојом. Због бројних измена на грбу, Арсенал није могао да га заштити ауторским правима. Иако је клуб успео да региструје грб као заштитни знак, водио је (и на крају добио) велику правну битку са локалним продавцем, који је продавао „незваничну“ Арсеналову робу. Године 2002. године представили су нови грб кога карактеришу модерне криве линије и поједностављен стил који је заштићен ауторским правима. Топ је поново окренут ка истоку, а име клуба исписано у бесерифни исписано је изнад топа. Зелена боја замењена је тамноплавом. Нови грб критикован је од стране неких навијача; Независно удружење навијача Арсенала „тврди да се клуб одрекао историје и традиције таквим модерним дизајном и да навијачи нису консултовани на прави начин о том питању“.
До 1960-их играчи су носили беџ, само на утакмицама у великим такмичењима, као што је финале ФА купа, обично у облику монограма иницијала клуба у црвеној боји на белој позадини, који је био пришивен на дрес у висини груди.
Тема монограма развијена је у арт деко стилу. На грбу је у првом плану слово А док су позадини слова Ф и Ц израђена у црвеној боји. Овај рани примерак корпоративног логотипа, представљен је као део ребрендирања клуба од стране Херберта Чепмена 30-их година. Коришћен је не само на дресовима у финалу купа, већ и као део дизајна стадиона Хајбери. Овај лого се налази изнад главног улаза стадиона, као и на подовима. Од 1967. године бели топ је редовно ношен на дресовима, док га није заменио грб клуба понекад праћен надимком „Тобџије“ деведесетих година.
У сезони 2011/2012, Арсенал је славио 125 година од оснивања клуба. Прослава је укључивала и модификовану верзију садашњег грба који је клуб носио целе сезоне. Грб је био беле боје, са десне стране окружен са 15 храстових листова, док је са десне стране био окружен са 15 ловорових листова. Храстово лишће преставља 15 оснивача клуба који су се састали у кафани Royal Oak (Краљевски храст). Петнаест ловорових листова представља дизајнерски детаљ преузет са кованице од шест пенија, колико су оснивачи плаћали приликом оснивања клуба. Ловор такође представља и снагу. На крају како би комплетирали грб ставили су године 1886. и 2011. са стране грба, док је испод грба као девиза био слоган „Напред“.

## Боје
Током историје углавном су дресови били јарко црвене боје са белим рукавима и белим шорцевима. Избор црвене боје био је као захвалност за донацију коју је пружио Нотингем форест, убрзо након оснивања Арсенала 1886. године. Двојица оснивача клуба Фред Бердсли и Морис Бејтс преселили су се из Нотингема у Вулвич због посла. Пошто је то био први клуб у околини нису могли да нађу дресове, па су Бердсли и Бејтс затражили помоћ од Нотингема и добили су комплет опрему и једну лопту. Мајице су биле тамноцрвене, шорцеви су били бели а чарапе плаве боје.
Године 1933, Херберт Чепмен је одлучио да играчи буду обучени другачије, па је одлучио да рукави буду беле боје, а боја мајице црвене боје. Порекло белих рукава није познато, али постоје две приче. Прва је да је једном Чепмен приметио да навијач носи црвену јакну преко беле кошуље, а друга да је био инспирисан од аниматора Тома Вебстера, који је био голф партнер Чепмена.
Без обзира на то која је верзија тачна, црвено-бели дрес постао је заштитни знак Арсенала и играчи га и сада носе са изузетком две сезоне. Први је био 1966/67, када је екипа носила црвене боје дресова. Ово се показало непопуларно и бели рукави су враћени наредне сезоне. Други је био у сезони 2005/06, последње сезоне када је Арсенал играо на Хајберију, па су због тога у знак сећања носили сличне дресове из 1913. године када је Арсенал први пут играо на Хајберију. Клуб је вратио своје дресове у сезони 2006/07.
Домаћи дресови Арсенала послужили су као инспирација за дресове најмање три клуба. Године 1909, Спарта Праг је усвојила тамноцрвене дресове које је носио Арсенал у то време. Хибернијан је 1938. преузео дизајн дресова Арсенала (црвени са белим рукавима) и прилагодио је својој зелено-белој комбинацији. Тренер Браге је 1930. године након утакмице на Хајберију променио зелене боје дресова у идентичне црвене са белим рукавима и белим шорцевима. Због овога је клуб добио назив Os Arsenalistas. Сви клубови и даље користе исте дресове.
Гостујући дресови Арсенала су традиционално жуто-плави, мада су носили зелено-тегет дресове од 1892. до 1894. године.
Произвођачи дресова су били: Букта (1930—1970), затим Умбро (1970—1986), Адидас (1986—1994) и Најки (од 1994). Као и остали клубови и Арсенал је на мајицама носио имена разних спонзора. Први спонзор је био JVC (1982—1999), затим Сега (1999—2002), O2 (2002–2006) и Емирејтс (од 2006).
| 1886—1895 | 1895—1896 | 1896—1933 | 1933—1965 | 1965—1967 | 1967—1994 | 1994—1996 | 1996—1998 |

| 1998—2004 | 2004—2005 | 2005—2006 | 2006—2008 | 2008—2010 | 2010—2011 | 2011—2012 | 2012—2014 |

## Стадион
Већи део времена проведеног у јужном Лондону, Арсенал је играо своје утакмице на Манор граунду, осим три године, у периоду од 1890. до 1893. када су играли на Инвикта граунду. Манор Граунд је био само терен, али је клуб поставио трибине за њихов први лигашки меч у септембру 1893. године. Арсенал је играо на овом стадиону наредних двадесет година, све до пресељења у северни Лондон 1913. године.
Стадион Хајбери је био дом Арсенала у периоду од септембра 1913. до маја 2006. године. Стадион је дизајниран од стране реномираног фудбалског архитекте Арчибалда Лича, и имао је сличан дизајн као и велики број стадиона у Уједињеном Краљевству, са једном покривеном и три отворене трибине. Тридесетих година 20. века стадион је обновљен: додата је фасада на источној и западној трибини, додат је кров на северној и јужној трибини. Капацитет стадиона је био 57.000 гледалаца, мада је могао да прими и до 60.000 навијача. Промена правила и забрана стојања на трибинама допринело је да се капацитет Хајберија од сезоне 1993/94 смањи на 38.419 посетилаца. У сезонама 1998/99 и 1999/00 у Лиги шампиона Арсенал је утакмице играо на стадиону Вембли на којем се скупљало и по 70.000 навијача.
Пошто је забрањено проширивање Хајберија због близине зграда, клуб је 1999. одлучио да се изгради нов стадион Ешбартон гроув (касније преименован у Емирејтс стадион) који је требало да има капацитет 60.000 гледалаца на око 500 m југозападно од Хајберија.
Пројекат је одлаган због административних процедура и стално растућих трошкова, али је стадион завршен у јулу 2006, на време за почетак сезоне 2006/07. Стадион је добио име по спонзору, авио-компанији Емирејтс, са којим је клуб потписао највећи спонзорски уговор у историји енглеског фудбала, око 100 милиона фунти. Међутим неки навијачи одбијају да стадион зову по спонзору, већ га називају Ешбартон гроув, како је било у плану да се првобитно назове. Стадион ће се званично звати Емирати до 2028, а авио-компанија ће се као спонзор на дресовима Арсенала налазити до краја сезоне 2018/19. Трибине се од сезоне 2010/11. називају North Bank, East Stand, West Stand и Clock end.
Терен за тренинге се налази у Шенлију у посебно изграђеном објекту који је отворен 1999. године. Резерве (други тим) играју утакмице на стадиону Андерхил на којем игра и нижеразредни Барнет.

## Навијачи
Навијачи Арсенала себе називају „тобџије“. Арсенал има велики број верних навијача. Сваки меч на домаћем терену је распродат. У сезони 2006/07. Арсенал је имао други највећи просек гледалаца у Премијер лиги (60.045, што представља 99,8% од капацитета стадиона), и четврти по посећености у историји. Арсенал је у Европи седми по броју посећености навијача иза Барселоне, Борусије Дортмунд, Манчестер јунајтеда, Реал Мадрида, Бајерн Минхена и Шалкеа 04. Навијачи долазе из богатих области Канонберија и Барнсберија, мешовитих насеља као што су Ајлингтон, Камден, Холовеј и Хајбери и радничких насеља као што су Финсбери Парк и Стоук Њувингтон.
Као и остали велики клубови у Енглеској и Арсенал има велики број навијача, укључујући и Arsenal Football Supporters Club који сарађује са клубом и Независна асоцијација навијача (Arsenal Independent Supporters' Association) која је независна од клуба. Такође навијачи објављују часописе: The Gooner, Highbury High, Gunflash и Up The Arse. Поред уобичајених енглеских навијачких химни, Арсеналови навијачи певају и песму One-Nil to the Arsenal (Један нула за Арсенал), мелодија од песме Go West и Boring, Boring Arsenal (Досадан, досадан Арсенал) која је некад била провокација од противничких навијача, а сада је певају навијачи Арсенала када клуб игра добро.
Најдуже и највеће ривалство Арсенал има са Тотенхемом, а утакмице између ова два клуба се називају дербијем Северног Лондона. Утакмице против осталих лондонских клубова, као што су Челси, Фулам и Вест Хем су исто дербији, али ривалство није толико јако као са Тотенхемом. Арсенал има ривалство на терену и са Манчестер јунајтедом од касних осамдесетих па надаље, који су интензивирани од 1993. године откако се два клуба директно такмиче за титулу у енглеској Премијер лиги.
Арсенал има велики број присталица и изван Лондона и Енглеске.

## Власништво и финансије
Матично предузеће Арсенала, Арсенал Холдингс АД (Arsenal Holdings plc) послује као акционарско друштво, али власништво Арсенала се знатно разликује од осталих фудбалских клубова. Само 62.117 акција су издате којима се тргује на специјализованим берзама. Закључно са 31. августом 2010. цена једне акције је 10.250 фунти, а то значи да је тржишна вредност клуба је око 637,74 милиона фунти. Клуб је остварио профит (без трансфера играча) од 62,7 милиона фунти, на дан 31. маја 2009, а сезону која се завршила 31. маја остварили су приход од 313,8 милиона фунти.
Највећи деоничар Арсенала је амерички тајкун Стен Кронке који је први пут купио акције клуба 2007. године, а 2009. повећао своје власништво и сада поседује 18.594 акција (29,9%).

## Произвођачи опреме и главни спонзори
| Период    | Произвођачи опреме | Главни спонзори  |
| --------- | ------------------ | ---------------- |
| 1930—1970 | Букта              | /                |
| 1971—1980 | Умбро              | /                |
| 1981—1986 | Умбро              |                  |
| 1986—1994 | Адидас             |                  |
| 1994—1999 | Најки              |                  |
| 1999—2002 | Најки              | Дримкаст / Сега1 |
| 2002—2006 | Најки              | O2               |
| 2006—2014 | Најки              | Емирејтс         |
| 2014—     | Пума               | Емирејтс         |

1 Dreamcast лого се налазио на првој и трећој гарнитури дресова, а сега на другој гарнитури.

## Статистика и рекорди
Арсенал је 13 пута био првак Енглеске, што је трећи резултат после Манчестер јунајтеда са 20 и Ливерпула са 19 титула првака Енглеске. Са 14 освојених ФА купова налази се на првом месту по броју освојених трофеја. Арсенал има освојене три дупле круне (Премијер лига и ФА куп) које је освојио 1971, 1998 и 2002. године, а идентичан резултат остварио је само Манчестер јунајтед. Године 1993, постали су прва екипа у Енглеској која је освојила у истој сезони и ФА куп и Лига куп. Такође били су први лондонски клуб који је играо финале Лиге шампиона у сезони 2005/06, али је од њих била боља Барселона са 2:1.
Арсенал је само седам пута завршио испод четрнаестог места и имају најбољу просечну позицију у лиги за период од 1900—1999. која износи просечно 8,5 место. Поред тога су једна од екипа која је освојила два пута за редом ФА куп, и то у два наврата, 2002. и 2003, а касније 2014. и 2015. године. Арсенал држи рекорд за најдужи низ у Премијер лиги без пораза, а који износи 49 утакмица, а такође су сезону 2003/04 у Премијер лиги завршили без пораза и тако постали једини тим коме је то успело.
Рекорд по броју наступа за Арсенал држи Дејвид О’Лири који је одиграо 772 меча у периоду од 1975. до 1993. године. На другом месту се налази центархалф и бивши капитен Арсенала Тони Адамс који је 669 пута наступао за клуб. Рекорд међу голманима држи Дејвид Симан са 564 наступа.
Тијери Анри је најбољи стрелац клуба са 228 голова у свим такмичењима у периоду од 1999. до 2012. године. Он је у октобру 2005. оборио рекорд који је до тада држао Ијан Рајт са 185 голова. Трећи по броју голова је Клиф Бастин који је постигао 178 голова. Анри са 176 голова такође држи рекорд по броју постигнутих голова у лиги, а који је до фебруара 2006. држао Бастин.
Највећа посета на домаћим утакмицама Арсенала била је 73.707 гледалаца на мечу Лиге шампиона против Ланса 25. новембра 1998. на Вемблију због ограничења капацитета Хајберија. Рекорд по броју гледалаца на Хајберију постигнут је на мечу са Сандерландом који је одигран 1935. и који је завршен 0:0, а на коме је присуствовало 73.295 гледалаца. На новом Емирејтс стадиону рекорд је постављен на мечу са Манчестер јунајтедом који је завршен 2:2, 3. новембра 2007. а коме је присуствовао 60.161 навијач.
Арсенал је такође поставио рекорд Лиге шампиона у сезони 2005/06 са десет утакмица без примљеног гола, оборивши претходни рекорд Милана од седам мечева. Укупно 995 минута без примљеног гола прекинуо је Самјуел Ето када је у 76 минуту финалне утакмице постигао изједначујући гол за Барселону.

## Играчи

### Тренутни састав
Ажурирано 31. августа 2024.
| Бр. |           | Позиција | Играч                   |
| --- | --------- | -------- | ----------------------- |
| 2   | Француска | О        | Вилијам Салиба          |
| 3   | Шкотска   | О        | Киран Тирни             |
| 4   | Енглеска  | О        | Бен Вајт                |
| 5   | Гана      | С        | Томас Партеј            |
| 6   | Бразил    | О        | Габријел                |
| 7   | Енглеска  | С        | Букајо Сака             |
| 8   | Норвешка  | С        | Мартин Едегор (капитен) |
| 9   | Бразил    | Н        | Габријел Жезус          |
| 11  | Бразил    | Н        | Габријел Мартинели      |
| 14  | Холандија | О        | Јуријен Тимбер          |
| 15  | Пољска    | О        | Јакуб Кивиор            |

| Бр. |          | Позиција | Играч                                    |
| --- | -------- | -------- | ---------------------------------------- |
| 17  | Украјина | О        | Олександр Зинченко                       |
| 18  | Јапан    | О        | Такехиро Томијасу                        |
| 19  | Белгија  | Н        | Леандро Тросар                           |
| 20  | Италија  | С        | Жоржињо                                  |
| 22  | Шпанија  | Г        | Давид Раја                               |
| 23  | Шпанија  | С        | Микел Мерино                             |
| 29  | Њемачка  | С        | Кај Хаверц                               |
| 30  | Енглеска | Н        | Рахим Стерлинг (на позајмици из Челсија) |
| 32  | Бразил   | Г        | Нето (на позајмици из Борнмута)          |
| 33  | Италија  | О        | Рикардо Калафјори                        |
| 41  | Енглеска | С        | Деклан Рајс                              |

### Играчи на позајмици
| Бр. |             | Позиција | Играч                                     |
| --- | ----------- | -------- | ----------------------------------------- |
| 21  | Португалија | С        | Фабио Вијеира (Порто до 30. јуна 2025.)   |
| 24  | Енглеска    | Н        | Рис Нелсон (Фулам до 30. јуна 2025.)      |
| 27  | Бразил      | Н        | Маркињос (Флуминенсе до 1. јануара 2025.) |

| Бр. |             | Позиција | Играч                                           |
| --- | ----------- | -------- | ----------------------------------------------- |
| 31  | Естонија    | Г        | Карл Хејн (Реал Ваљадолид до 30. јуна 2025.)    |
| —   | Португалија | О        | Нуно Тавареш (Лацио до 30. јуна 2025.)          |
| —   | Белгија     | С        | Алберт Самби Локонга (Севиља до 30. јуна 2025.) |

## Стручни штаб
| Позиција                | Име                        |
| ----------------------- | -------------------------- |
| Менаџер                 | Микел Артета               |
| Асистент менаџера       | Стив Раунд                 |
| Тренер                  | Мигел Молина               |
| Тренер другог тима      | Нил Банфилд                |
| Тренер јуниора          | Пер Мертезакер             |
| Тренер голмана          | Ињаки Павон                |
| Кондициони тренер       | Шад Форсит                 |
| Физиотерапеут           | Џордан Рис                 |
| Асистент физиотерапеута | Дејвид Велс Сејмон Харланд |
| Доктор                  | Гери O'Дрискол             |
| Скаут                   | Стив Ровли                 |
| Шеф омладинске школе    | Лиам Брејди                |

## Играч године
Играч године је награда која се од 2006. године додељује играчу на основу гласова навијача Арсенала.
| Година | Победник           |
| ------ | ------------------ |
| 2006   | Тијери Анри        |
| 2007   | Сеск Фабрегас      |
| 2008   | Сеск Фабрегас      |
| 2009   | Робин ван Перси    |
| 2010   | Сеск Фабрегас      |
| 2011   | Џек Вилшир         |
| 2012   | Робин ван Перси    |
| 2013   | Санти Казорла      |
| 2014   | Арон Ремзи         |
| 2015   | Алексис Санчез     |
| 2016   | Месут Озил         |
| 2017   | Алексис Санчез     |
| 2018   | Арон Ремзи         |
| 2019   | Александар Лаказет |

## Успеси

### Национални
- Прва лига Енглеске / Премијер лига
  - Првак (13) : 1930/31, 1932/33, 1933/34, 1934/35, 1937/38, 1947/48, 1952/53, 1970/71, 1988/89, 1990/91, 1997/98, 2001/02, 2003/04.
  - Вицепрвак (12) : 1925/26, 1931/32, 1972/73, 1998/99, 1999/00, 2000/01, 2002/03, 2004/05, 2015/16, 2022/23, 2023/24, 2024/25.
- Друга лига Енглеске
  - Вицепрвак (1) : 1903/04. (промоција у Прву лигу Енглеске)
- ФА куп
  - Освајач (14–рекорд) : 1929/30, 1935/36, 1949/50, 1970/71, 1978/79, 1992/93, 1997/98, 2001/02, 2002/03, 2004/05, 2013/14, 2014/15, 2016/17, 2019/20.
  - Финалиста (7) : 1926/27, 1931/32, 1951/52, 1971/72, 1977/78, 1979/80, 2000/01.
- Лига куп
  - Освајач (2) : 1986/87, 1992/93.
  - Финалиста (6) : 1967/68, 1968/69, 1987/88, 2006/07, 2010/11, 2017/18.
- ФА Комјунити шилд (16 самосталних трофеја и 1 заједнички – 1991)
  - Освајач (17) : 1930, 1931, 1933, 1934, 1938, 1948, 1953, 1991, 1998, 1999, 2002, 2004, 2014, 2015, 2017, 2020, 2023.
  - Финалиста (7) : 1935, 1936, 1979, 1989, 1993, 2003, 2005.

### Међународни
- Куп сајамских градова 
  - Освајач (1) : 1969/70.
- Куп победника купова
  - Освајач (1) : 1993/94.
  - Финалиста (2) : 1979/80., 1994/95..
- УЕФА суперкуп
  - Финалиста (1) : 1994.
- Куп УЕФА/УЕФА лига Европе
  - Финалиста (2) : 1999/00, 2018/19.
- УЕФА Лига шампиона
  - Финалиста (1) : 2005/06.